# Спорів
Спо́рів (оф. Спо́рово, біл. Спо́рава, пол. Sporów, діал. Спо́рув) — село (агромістечко) в Березівському районі Берестейської області. Розташоване за 33 кілометри на південний схід від районного центру, міста Берези, за 135 кілометрів від Берестя, за 8 кілометрів від залізничної станції Білоозерськ. Спорів є адміністративним центром Спорівської сільради.
Кожні 5 років село Спорів — місце проведення берестейського обласного фестивалю народного гумору «Спорівські жарти».
Село лежить на березі Спорівського озера.

## Географія

### Розташування
Село розташоване на південному заході Республіки Білорусь, на північній межі Полісся, за 220 кілометрів від столиці Білорусі та за 110 від Берестя. Найближча залізнична станція — Білоозерськ (8 кілометрів). Відстань автошляхами до Мінська складає 259 кілометрів, яку можна подолати за 3 години (автошлях E30, до якого прямує дорога Р136).

### Гідрографія
Спорів простягнувся уздовж північного узбережжя Спорівського озера, яке, у зв'язку з побудовою Селецького водосховища, почало стрімко міліти. Озеро живиться водами річки Ясельди, яка є північною притокою Прип'яті.
Село донедавна було оточене болотами, та врізалося у них, утворюючи півострів, який у народі почав називатися Камчаткою. Згодом болото (не все), як і більшість інших боліт Полісся, спіткало осушення та спорудження системи каналів, що було ще одним вагомим внеском у порушення гідрологічного стану місцевості.

### Екологія
Болотам навколо Спорова пощастило — вони не були повністю осушені, завдяки чому у них збереглося велике розмаїття флори та фауни. Велика частина боліт знаходиться в близькому до природного стані, на значній частині болота гідрологічний режим порушений через прокладку каналів і вплив навколишніх меліоративних систем. Болото є одним з найбільших у Європі мешкань птахів, яким глобально загрожує зникнення  — очеретянка прудка (1 360-2 120 співаючих самців).
У зв'язку з цим 3 квітня 1991 року було утворено Спорівський заказник — першу територію в Республіці Білорусь, яка отримала міжнародний статус охорони Рамсарського угіддя. Розташований на території Березівського, Дрогичинського, Іванівського та Івацевицького районів Берестейської області і займає площу 19384 га.
Рослинний світ заказника дуже різноманітний — понад 600 видів судинних рослин, що становить близько 35 % видів, які зростають в республіці. 20 видів занесені до Червоної книги Республіки Білорусь.
Також заказник багатий і різноманітний своєю фауною. Заказник «Спорівське озеро» є територією, важливою для птахів. Всього в його межах відзначено 123 види птахів, що гніздяться, з яких 32 занесені до Червоної книги Республіки Білорусь.
Крім цього, в заказнику мешкає 25 видів ссавців (без урахування дрібних гризунів і кажанів), 6 видів плазунів, 8 видів земноводних, 34 види риб і більше 245 видів комах. Найбільш чисельними з рептилій є ящірки — прудка і живородна, звичайний вуж. Зустрічається болотяна черепаха та мідянка — охоронювані види. Із земноводних найбільш звичайні гостроморда і трав'яна жаби, а з рідкісних зустрічається очеретяна ропуха, яка занесена до Червоної книги Республіки Білорусь. З риб поширені щука, плітка, лин, лящ, карась, короп, плоскирка, окунь, зустрічаються сом канальний, колючка триголкова, колючка дев'ятиголкова і інші, з рідкісних — мінога річкова.
З ссавців в заказнику мешкають лось, сарна, благородний олень, вепр, єнот уссурійський, лісовий тхір, горностай, обидва види куниць — кам'яна і лісова, звичайна лисиця, заєць-русак, візон, річковий бобер, ондатра, видра, вовк і інші. З охоронюваних видів відзначений борсук.

### Клімат
Клімат в Спорові близький до помірно-холодного клімату. Значна кількість опадів протягом року. Навіть у сухі зимові місяці. Згідно класифікації Кеппен-Гейгера, клімат у Спорові визначається як Dfb. Середньорічна температура в селі — 7.0 °C. 609 мм — середньорічна норма опадів. На клімат села впливає Спорівське озеро, що незначно пом'якшує різниці температур.
| Клімат Спорова            | Клімат Спорова | Клімат Спорова | Клімат Спорова | Клімат Спорова | Клімат Спорова | Клімат Спорова | Клімат Спорова | Клімат Спорова | Клімат Спорова | Клімат Спорова | Клімат Спорова | Клімат Спорова | Клімат Спорова |
| Показник                  | Січ.           | Лют.           | Бер.           | Квіт.          | Трав.          | Черв.          | Лип.           | Серп.          | Вер.           | Жовт.          | Лист.          | Груд.          | Рік            |
| Середній максимум, °C     | −2,5           | −1             | 3,9            | 12,2           | 19             | 22,3           | 23,5           | 22,9           | 18             | 11,7           | 4,6            | 0              | 11,2           |
| Середня температура, °C   | −5,5           | −4,2           | 0,1            | 7,3            | 13,4           | 16,8           | 18,1           | 17,4           | 13,1           | 7,8            | 2,2            | −2,6           | 7              |
| Середній мінімум, °C      | −8,4           | −7,4           | −3,6           | 2,5            | 7,8            | 11,4           | 12,7           | 11,9           | 8,2            | 3,9            | −0,2           | −5,1           | 2,8            |
| Норма опадів, мм          | 38             | 28             | 32             | 42             | 57             | 80             | 79             | 64             | 57             | 45             | 43             | 44             | 609            |
| ------------------------- | -------------- | -------------- | -------------- | -------------- | -------------- | -------------- | -------------- | -------------- | -------------- | -------------- | -------------- | -------------- | -------------- |
| Джерело: climate-data.org |                |                |                |                |                |                |                |                |                |                |                |                |                |

## Історія

### Походження назви
Короткий топонімічний словник Білорусі В. А. Жукевича дає наступне тлумачення цієї назви: «спірна земля, земля неясної приналежності; в цій назві відображені давні земельні відносини». Також існує думка, що назва походить від географічного положення поселення. Це пояснюється тим, що Спорівські землі представляли собою острівці, розкидані серед боліт, тому вважалися важкими для життя. Сюди засилали людей, незадоволених існуючими порядками, тобто «спірних людей». Звідси і назва — Спорів. Друга легенда говорить про те, що давним-давно озеро було глибшим та ширшим, подібним до моря. Озером плавали великі кораблі та різні купці, що сперечалися за місце у гавані.

### Давні часи
Території села була заселена ще за часів бронзової доби — найдавніші знайдені останки поселення первісних людей датуються 3-4 тисячоліття до н. е.

### Довоєнний період
В архівних документах Спорів згадується при описі кордону Здитівської пущі в «Ревізії пущ і переходів тварин» 1522 року як маєток Василя Тишкевича. Спорівські землі разом з іншими були колись пожертвувані кимось із роду Ягеллонів королівському дворянину угорського походження Ширмі. Родина Ширми проживала на території Полісся до кінця ХІХ століття. У другій половині ХІХ століття 1880 року помер Ігнатій Лях-Ширма — двоюрідний онук Тадеуша Костюшко та останній чоловічий нащадок цієї родини. Він володів 76 господарствами, на землях яких проживало 17 500 селян. Пан мав три дочки, між якими розділив свої три маєтки. Одна з них — Марія (1877—1943), успадкувала Спорів і 11849,25 десятин землі. Згодом вона вийшла заміж за Ігнатія Красицького (1871—1926). Їхні діти Гелена (1901—1992), та Владислав Красицькі (1910—1942) були останніми спадкоємцями Спорова.
Не пізніше XVI століття у Спорові була побудована православна церква. У другій половині XIX століття тут існувала католицька каплиця колишньої Ольшевської парафії.

До Третього поділу Польщі в 1795 р. Спорів розташовувався у Слонімському повіті Новогрудського воєводства Речі Посполитої. Після поділу він опинився у Слонімському повіті, який спочатку належав до Слонімського намісництва (1796), потім Литовської (1797—1801), а згодом до Гродненської губернії (1801—1915) Російської імперії. За часів Російської імперії в селі було збудовано церкву. Діяла церковно-парафіяльна школа. Відвідували її кілька десятків хлопчиків. На все село було декілька невеликих крамничок. Володіли ними євреї.

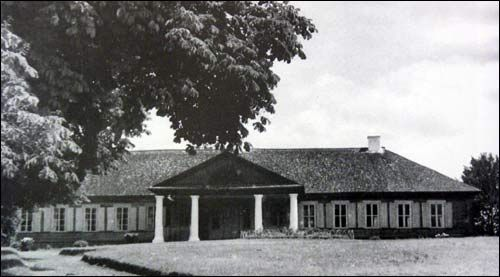
Маєток Ширми

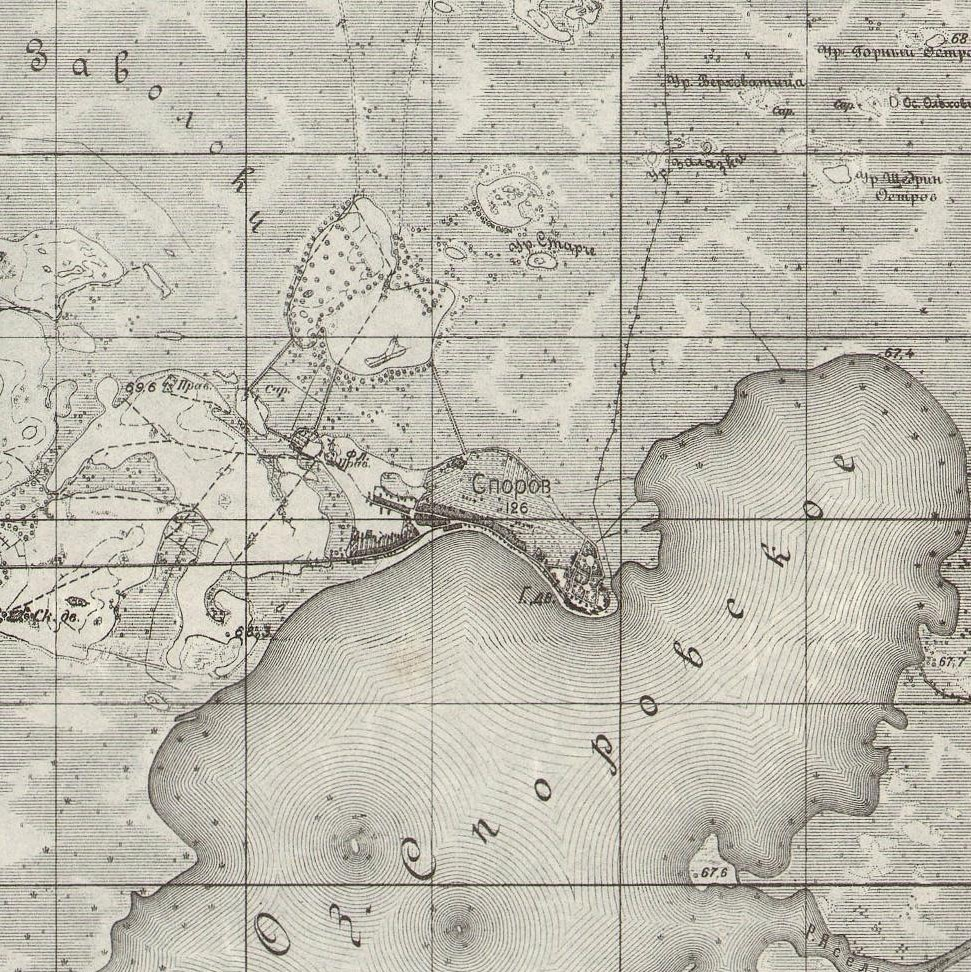
Село на мапі 1910 року.

Після стабілізації польсько-радянського кордону в 1921 р. Спорів повернувся до Польщі і опинився в комуні Пяски Косовського повіту Поліського воєводства. У 1935 році, після скасування Косовського повіту, муніципалітет увійшов до нового, Івацевицького повіту. За польської влади життя в селі не змінювалося. Не вистачало хліба, одягу. Впроваджували польську мову, традиції, культуру, католицьку віру.
За СРСР у селі почали організовувати комітети бідноти. відбувався активний процес розкуркулення. Відкрилася школа з білоруською мовою навчання.
Напередодні Другої світової війни у селі проживало 1017 чоловік у 226 дворах.

### Друга світова війна
Німецькі військові прийшли в село через кілька днів після початку війни. Було створено комендатуру, призначено старосту, поліцаїв. На окупованій території розгорнувся масовий партизанський рух. З фронту не повернулися 76 мешканців села. У середині липня 1944 року було відновлено радянську владу.
Під час війни село було спалено дотла — було знищено 224 двори з 226, вбито 4 людини.
На місцевому кладовищі були поховані Катерина Зілковська, сестра Тадеуша Костюшка та бабуся Ігнатія Лях-Ширми.

### Сучасність
З 1991 року село перебуває у складі Березівського району Берестейської області Республіки Білорусі.
З початком проведення аграрної реформи з відродження та розвитку сільських регіонів Білорусі (2005—2010) Споров було перетворено на агромістечко.
2013 року у селі було збудовано Свято-Онуфріївську православну церкву.

## Колишній маєток
У середині XVIII століття один із Ширмів, пинський староста, збудував тут дерев'яний маєток з величезних колод. Це була одноповерхова будівля на високому фундаменті, яка у плані мала форму витягнутого прямокутника. Входом з проїзної частини був ґанок з двома широко розташованими парами колон, що підтримували трикутний фронтон із напівкруглим вікном. Будинок був вкритий високим шатровим черепичним дахом. Внутрішня структура була двотрактовою.
Після смерті Ігнація Ляха-Ширми маєток був нежилим.
Перед будинком зростав величезний газон. Саду в основному не було, але довкола будинку росло багато старих дерев, в тому числі липи та дуби. Праворуч газону знаходилася господарська споруда.
Садиба згоріла у 1942 році. Збереглася лише група старих дерев, що оточували його, що склало характерний елемент панорами села.
Маєток у Спорові описаний в другому томі «Історії резиденцій на колишніх землях Речі Посполитої» Романа Афтаназія.

## Демографія

### Населення
За даними перепису населення 2001 року у Спорові проживало 1359 осіб у 440 дворах.

### Мова
- серед старшої вікової групи використовується так звана «спорівська говірка», що є відокремленням західнополіського діалекту української мови.
- білоруська мова у селі серед населення не використовується, лише на офіційному рівні (програючи у цьому російській мові).
- через активне зросійщення населення молодь володіє лише російською мовою, вивчаючи білоруську у школах як окремий урок без постійного білоруськомовного освітнього процесу. Водночас молодь добре розуміє місцевий діалект при спілкуванні зі старшими родичами.

## Інфраструктура
- Освіта та культура: спорівська середня школа, будинок культури;
- Охорона здоров'я: амбулаторія, аптека;

## Пам'ятки
- Братська могила 14 партизанів, які загинули в 1943—1944 роках. У 1960 році на могилі встановлено пам'ятник[8].
- Археологічні стоянки поряд з селом на північно-західному березі Спорівського озера[8].
- Православна Свято-Онуфріївська церква. Побудована в 2013 році[9].

## Відомі люди
Народилися або жили і працювали в місті:
- Тарасевич Костянтин Іванович — радянський шашковий композитор, спеціяліст у жанрі «задача», чемпіон (1986) та багаторазовий призер (1982, 1991, 1998, 2002) чемпіонатів вседержавного рівня, майстер спорту СРСР з шашкової композиції (1991), багато років працював учителем початкових класів Спорівської школи.